# Istvándi, Somogy
Istvándi  este un sat în districtul Barcs, județul Somogy, Ungaria, având o populație de 653 de locuitori (2011). 

## Demografie
Componența etnică a satului Istvándi
     Maghiari (61,31%)
     Romi (38,05%)
     Necunoscut (0,32%)
     Germani (0,32%)
     Alții (0,32%)
Componența confesională a satului Istvándi
     Fără religie (13,02%)
     Reformați (8,88%)
     Necunoscută (78,1%)
Conform recensământului din 2011, satul Istvándi avea 653 de locuitori. Din punct de vedere etnic, majoritatea locuitorilor (61,31%) erau maghiari, cu o minoritate de romi (38,05%). Apartenența etnică nu este cunoscută în cazul a 0,32% din locuitori. Nu există o religie majoritară, locuitorii fiind persoane fără religie (13,02%) și reformați (8,88%). Pentru 78,1% din locuitori nu este cunoscută apartenența confesională.